# Love Me or Leave Me (chanson)
Pour les articles homonymes, voir Love Me.
Clip vidéo
[vidéo] « Nina Simone - Love Me Or Leave Me », sur YouTube
[vidéo] « Ruth Etting - Love Me Or Leave Me », sur YouTube
Love Me or Leave Me (aime moi ou quitte moi, en anglais) est une chanson d'amour américaine, composée par Walter Donaldson avec des paroles de Gus Kahn , pour leur comédie musicale Whoopee! (en), créée au New Amsterdam Theatre de Broadway à New York en 1928. Elle est interprétée sur scène et enregistrée en single par Ruth Etting chez Columbia Records. Son adaptation par Nina Simone pour son 1er album Little Girl Blue de 1959 en fait un des principaux succès international de sa carrière.

## Histoire
La comédie musicale Whoopee! (en) est un des grands succès de l'age d'or de Broadway, avec 407 représentations. Cette ballade commence par « Love me or leave me and let me be lonely » « Aime-moi ou laisse-moi et laisse-moi être seule, tu ne me croiras pas que je n'aime que toi, je préfère être seule que heureuse avec quelqu'un d'autre..., il n'y en aura pas d'autre à moins que cette personne ne soit toi, toi, toi... »,.

## Réception
Le single (78 tours) de 1929 de Ruth Etting (publié sur le label Columbia Records en 1928) est plus populaire que les reprises d'autres artistes de l'époque. Il atteint la deuxième place des charts américains de 1929, et est inscrit Great American Songbook, ainsi que Grammy Hall of Fame Award en 2005.
Ce plus important succès de sa carrière est repris dans son film biographique Les Pièges de la passion (Love Me or Leave Me) de 1955, interprété par Doris Day.

## Reprises
Cette chanson à succès est reprise et adaptée entre autres par Benny Goodman (1933), Billie Holiday (1941), Frank Sinatra, Bing Crosby (1947), Sarah Vaughan (1948), Peggy Lee (1953), Miles Davis (album Walkin' de 1954), Doris Day (1955), Sammy Davis, Jr. (1955), Lena Horne (1955), Nina Simone (albums Little Girl Blue de 1959 et Let It All Out de 1966), Lester Young (1956, au saxophone), Ella Fitzgerald (1962), Cheryl Bentyne (2002), Olivia Newton-John (2004)...

## Cinéma et comédie musicale
- 1928 : Whoopee! (en), créée à Broadway, interprétée par Ruth Etting.
- 1930 : Simple Simon (musical) (en) (comédie musicale).
- 1955 : Les Pièges de la passion (Love Me or Leave Me) de Charles Vidor, film biographique de Ruth Etting, interprétée par Doris Day.
- 1998 : Billy's Hollywood Screen Kiss, de Tommy O'Haver, version de Nina Simone.